# Angelique Kerber
Angelique Kerber (Bremen, 18. siječnja 1988.) njemačka je tenisačica poljskog podrijetla. Profesionalno se bavi tenisom od 2003. godine. Jedna je iz "novog vala" njemačkih igračica (Petković, Lisicki, Görges, Barthel).
Kerber je počela igrati tenis već s 3 godine. Svoj prvi WTA turnir osvojila je 12. veljače 2012. u Parizu, pobjedom nad domaćom igračicom Marion Bartoli. Prvu pobjedu nad igračicom iz WTA top 100 ostvarila je 2003. upravo nad Bartoli. Ima i 11 ITF naslova. Najbolji joj je rezultati na Grand Slam turniru pobjednica na Australian Openu 2016. pobijedivši u finalu braniteljicu naslova i prvu tenisačicu svijeta Serenu Williams
Trener joj je Torben Beltz, a trenira na Schüttler/Waske teniskoj akademiji u Offenbachu na Majni.

## Stil igre
Kerber je ljevoruka igračica koja odigrava dvoručni backhand. Strpljivo gradi napad s osnovne crte, ali zna po potrebi izaći i na mrežu.

## Osvojeni turniri

### Pojedinačno (8 WTA)
| Br. | Datum               | Turnir          | Suparnica u finalu | Rezultat            |
| 1.  | 12. veljače 2012.   | Pariz           | Marion Bartoli     | 7:6(3), 5:7, 6:3    |
| 2.  | 15. travnja 2012.   | Kopenhagen      | Caroline Wozniacki | 6:4, 6:4            |
| 3.  | 13. listopada 2013. | Linz            | Ana Ivanović       | 6:4, 7:6(6)         |
| 4.  | 12. travnja 2015.   | Charleston      | Madison Keys       | 6:2, 4:6, 7:5       |
| 5.  | 26. travnja 2015.   | Stuttgart       | Caroline Wozniacki | 3:6, 6:1, 7:5       |
| 6.  | 21. lipnja 2015.    | Birmingham      | Karolina Pliskova  | 6:7(5), 6:3, 7:6(4) |
| 7.  | 9. kolovoza 2015.   | Stanford        | Karolina Pliskova  | 6:3, 5:7, 6:4       |
| 8.  | 30. siječnja 2016.  | Australian Open | Serena Williams    | 6:4, 3:6, 6:4       |

## Rezultati na Grand Slam turnirima
| Grand Slam      | 2007. | 2008. | 2009. | 2010. | 2011. | 2012. | 2013. | 2014. | 2015. | 2016. |
| --------------- | ----- | ----- | ----- | ----- | ----- | ----- | ----- | ----- | ----- | ----- |
| Australian Open | -     | 2k    | 1k    | 3k    | 1k    | 3k    | 4k    | 4k    | 1k    | P     |
| Roland Garros   | 1k    | 1k    | -     | 2k    | 1k    | 1/4F  | 4k    | 4k    | 3k    |       |
| Wimbledon       | 1k    | 1k    | -     | 3k    | 1k    | 1/2F  | 2k    | 1/4F  | 3k    |       |
| US Open         | 1k    | -     | 2k    | 1k    | 1/2F  | 4k    | 4k    | 3k    | 3k    |       |

## Plasman na WTA ljestvici na kraju sezone
| 2006. | 2007. | 2008. | 2009. | 2010. | 2011. | 2012. | 2013. | 2014. | 2015. | 2016. |
| ----- | ----- | ----- | ----- | ----- | ----- | ----- | ----- | ----- | ----- | ----- |
| 214.  | 84.   | 108.  | 106.  | 47.   | 32.   | 5.    | 9.    | 10.   | 10.   |       |

## Vanjske poveznice
- Službena stranica (engl.)(njem.)(polj.)
- Profil na stranici WTA Toura
- Profil  Arhivirana inačica izvorne stranice od 23. travnja 2016. (Wayback Machine) na stranici Fed Cupa